# Петренко, Степан Васильевич
Степа́н Васи́льевич Петре́нко (23 июня 1922, с. Задериевка, ныне Репкинский район, Черниговская область — 6 апреля 1984, там же) — герой Великой Отечественной войны, снайпер 59-го гвардейского стрелкового полка (21-й гвардейской стрелковой дивизии, 3-й ударной армии, 2-го Прибалтийского фронта), гвардии старший сержант, с 1955 года старший лейтенант. Герой Советского Союза. Сразил 422 гитлеровца.

## Биография
Степан Васильевич, родился 23 июня 1922 года в семье крестьянина. Украинец. После окончания средней школы работал бухгалтером в колхозе.
В Красной Армии с 1941 года. На фронтах Великой Отечественной войны с 1941 года. В 1942 году окончил Рубцовское военное пехотное училище.
Снайперскую винтовку Степан Васильевич Петренко получил в августе 1942 года. Первая охота на гитлеровцев состоялась под Невелем. Наши войска готовились к штурму города, занятого фашистами. Степан Васильевич Петренко уничтожил 36 гитлеровцев.
В районе села Видусово часть некоторое время стояла в обороне. За это время Степан Васильевич подстрелил 27 гитлеровцев. Столько же под Гатчиной. Ещё 17 фашистов уничтожил снайпер под Новосокольниками. 20 гитлеровцев пали от пуль, выпущенных из винтовки Степан Васильевич Петренко, под Полоцком, ещё 22 — под Двинском. В числе уничтоженных — 42 пулемётчика. Степан Васильевич вышел победителем в поединках с 12 немецкими снайперами.
За годы войны Степан Васильевич Петренко подготовил семнадцать снайперов из молодых воинов, каждый из которых уничтожил десятки фашистов.
Степан Васильевич был в числе первых при форсировании рек на пути наступления советских войск. Своим метким огнём он поддерживал десантников на вражеском берегу, а при необходимости сражался вместе со всеми врукопашную. В одном из боёв, умело действуя винтовкой и гранатами, он лично уничтожил 23 гитлеровца. Получив ранение, продолжал драться, пока боевая задача не была выполнена.
К середине сентября 1944 года снайпер 59-го гвардейского стрелкового полка гвардии старший сержант Степан Васильевич Петренко уничтожил 422 гитлеровца.
После окончания Великой Отечественной войны продолжал службу в армии. В 1946 году окончил Московское военно-политическое училище. С 1955 года старший лейтенант, Степан Васильевич Петренко — в запасе. Жил в родной деревне, где работал учителем в школе.
Умер 6 апреля 1984 года.

## Семья
Супруга Татьяна Егоровна Петренко (14 декабря 1932 г.р.) живёт в с. Задеевка и сейчас[когда?].
Двое детей: сын, Валерий Степанович и дочь, Людмила Степановна. Супруга Валерия Степановича — Татьяна Петровна и их дочь, Виталия, внучка Степана Васильевича.

## Память
В родной деревне, Задереевка, названа центральная улица — им. Петренко, в честь Героя Великой Отечественной войны, Великого снайпера, Степана Васильевича Петренко.

## Награды
- Указом Президиума Верховного Совета СССР от 24 марта 1945 года за образцовое выполнение боевых заданий командования и проявленные при этом мужество и героизм гвардии старшему сержанту Степану Васильевичу Петренко присвоено звание Героя Советского Союза с вручением ордена Ленина и медали «Золотая Звезда» под номером 7252.
- Награждён орденами Отечественной войны 1-й степени и Красной Звезды, а также медалями.